# Smug Alert!
Smug Alert! is de 2e aflevering van het 10e seizoen van South Park. De titel is een woordspeling op smog alert, een waarschuwing die in Amerika wordt afgegeven wanneer er te veel smog in de lucht hangt. Smug daarentegen is het Engelse woord voor zelfingenomen.

## Verhaal
Gerald Broflovski heeft een hybride auto gekocht en voelt zichzelf daarom veel beter dan de anderen. Hij rijdt doelloos rondjes door de stad om zijn nieuwe auto aan iedereen te laten zien en ze te vertellen hoe goed hij wel niet bezig is. Vervolgens dwingt hij Ike en Kyle om nep-parkeerboetes op grote, vervuilende auto's te plakken. Jimbo vindt een boete op zijn autoruit en wordt kwaad op Gerald omdat hij zich zo zelfingenomen gedraagt. Geralds gedrag naar anderen toe zorgt ervoor dat iedereen zich tegen hem keert. Als reactie besluit Gerald dat zijn familie naar San Francisco gaat verhuizen waar mensen progressiever en beschaafder zijn.
Stan kan niet geloven dat zijn beste vriend Kyle moet verhuizen en vraagt Gerald om toch vooral te blijven. Gerald geeft hierop aan dat hij pas terug wil komen als iedereen zo progressief als hij is. Hierop besluit Stan een liedje te schrijven dat oproept aan iedereen om een hybride auto te kopen. Het lokale radiostation draait het nummer en al snel is heel South Park overgestapt op hybride auto's.
Stan wordt aangesproken door Ranger McFriendly die hem vertelt dat zijn 'nichterige liedje' het smogniveau van South Park heeft laten dalen, maar dat het smug-niveau gevaarlijk hoog is. Iedereen voelt zichzelf zo verheven en zelfingenomen nu ze in hybride auto's rijden, dat er allemaal smug boven de stad hangt. Het smug-niveau is het op een na hoogste in het land met enkel San Francisco boven South Park.
De situatie wordt kritiek wanneer de smug van de speech van George Clooney tijdens de 78ste Oscaruitreiking op ramkoers ligt met de smug boven South Park. De botsing zal een ramp veroorzaken die South Park en San Francisco ernstig zullen beschadigen. Stan wordt gedwongen om alle hybride auto's in de stad te vernietigen om de hoeveelheid smug in de lucht terug te dringen.
Cartman, die juichend Kyle's vertrek gevierd had, merkt dat Butters uitschelden voor 'stomme Jood' niet zo leuk is als wanneer hij het bij Kyle doet. Hij besluit naar San Francisco af te reizen en Kyle te redden voordat de smugstorm de stad zal vernietigen. Cartman vindt de Broflovski-familie in hun huis waar Gerald en Sheila hun eigen scheten aan het inhaleren zijn en Ike en Kyle high zijn na het gebruiken van LSD.
South Park is zwaar gehavend, maar heeft de smugstorm overleefd. San Francisco is daarentegen volledig weggevaagd. Zonder dat de Broflovski-familie weet hoe zijn ze zonder kleerscheuren weer in South Park terecht gekomen. Cartman houdt geheim dat hij ze gered heeft. De inwoners zweren nooit meer hybride auto's te kopen om te voorkomen dat er weer smug opduikt boven de stad. Kyle corrigeert de mensen door te zeggen dat hybride auto's goed zijn maar dat mensen moeten stoppen zo zelfingenomen te doen wanneer ze er één kopen. Na een korte stilte zegt Mr. Mackey, dat hij er nog niet klaar voor is. De anderen zijn het hier mee eens en besluiten weer vervuilende auto's te kopen.